# Komite
En komite eller komité, er en samling af personer, erhvervsmæssigt eller politisk, som er en undergruppe af en større forsamling. 
En nedsat komites formål kan være nærmere undersøgelse af et specifikt emne, med en afsluttende anbefaling og konklusion.